# Fed Cup 2008 – Americká zóna
Americká zóna je jednou ze tří oblastních zón Fed Cupu.

## 1. skupina
- Místo: Club Deportivo El Rodeo, Medellín, Kolumbie
- Povrch: antuka (venku)
- Datum: 30. ledna – 2. února

### Skupiny
|    | skupina A       | BRA | POR | PAR | URU |
| 1. | Brazílie (3-0)  |     | 2-1 | 3-0 | 2-1 |
| 2. | Portoriko (2-1) | 1-2 |     | 3-0 | 3-0 |
| 3. | Paraguay (1-2)  | 0-3 | 0-3 |     | 3-0 |
| 4. | Uruguay (0-3)   | 1-2 | 0-3 | 0-3 |     |

|    | skupina B      | KOL | KAN | MEX |
| 1. | Kolumbie (2-0) |     | 2-1 | 3-0 |
| 2. | Kanada (1-1)   | 1-2 |     | 3-0 |
| 3. | Mexiko (0-2)   | 0-3 | 0-3 |     |

### Play-off
| Umístění      | Vítězný tým | Výsledek | Poražený tým |
| ------------- | ----------- | -------- | ------------ |
| o postup      | Kolumbie    | 3–0      | Brazílie     |
| o 3.–4. místo | Kanada      | 3–0      | Portoriko    |
| o udržení     | Paraguay    | 3–0      | Mexiko       |

- Kolumbie postoupila do baráže o Světovou skupinu II.
- Mexiko a Uruguay sestoupily do 2. skupiny pro rok 2009.

## 2. skupina
- Místo: Country Club Cochabamba, Cochabamba, Bolívie
- Povrch: antuka (venku)
- Datum: 23.–26. dubna

### Skupiny
|    | skupina A    | CHI | KUB | PAN |
| 1. | Chile (2-0)  |     | 2-1 | 3-0 |
| 2. | Kuba (1-1)   | 1-2 |     | 3-0 |
| 3. | Panama (0-2) | 0-3 | 0-3 |     |

|    | skupina B      | BOL | ECU | HON |
| 1. | Bolívie (2-0)  |     | 3-0 | 3-0 |
| 2. | Ekvádor (1-1)  | 0-3 |     | 3-0 |
| 3. | Honduras (0-2) | 0-3 | 0-3 |     |

|    | skupina C       | VEN | GUA | BAR |
| 1. | Venezuela (2-0) |     | 2-1 | 3-0 |
| 2. | Guatemala (1-1) | 1-2 |     | 3-0 |
| 3. | Barbados (0-2)  | 0-3 | 0-3 |     |

|    | skupina D                    | BAH | DOM | TRI | BER |
| 1. | Bahamy (3-0)                 |     | 3-0 | 2-1 | 3-0 |
| 2. | Dominikánská republika (2-1) | 0-3 |     | 3-0 | 3-0 |
| 3. | Trinidad a Tobago (1-2)      | 1-2 | 0-3 |     | 3-0 |
| 4. | Bermudy (0-3)                | 0-3 | 0-3 | 0-3 |     |

### Play-off
| Umístění       | Vítězný tým | Výsledek | Poražený tým           |
| -------------- | ----------- | -------- | ---------------------- |
| o postup       | Bahamy      | 2–1      | Bolívie                |
| o postup       | Venezuela   | 2–1      | Chile                  |
| o 5.–8. místo  | Kuba        | 2–1      | Guatemala              |
| o 5.–8. místo  | Ekvádor     | 3–0      | Dominikánská republika |
| o 9.–12. místo | Panama      | 2–1      | Barbados               |
| o 9.–12. místo | Honduras    | 2–1      | Trinidad a Tobago      |

- Bahamy a Venezuela postoupily do 1. skupiny pro rok 2009.